# (3577) Putilin
(3577) Putilin (1969 TK) – planetoida z pasa głównego asteroid okrążająca Słońce w ciągu 7,84 lat w średniej odległości 3,94 j.a. Odkryła ją Ludmiła Czernych 7 października 1969 roku.